# Fonógrafo

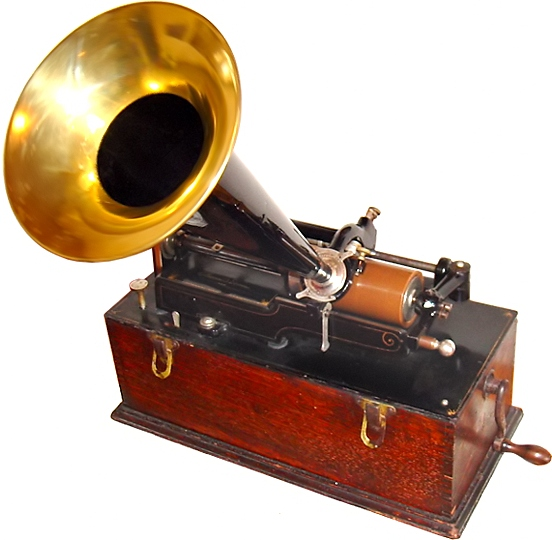
Fonógrafo de Edison

O Fonógrafo é um aparelho inventado em 1877 por Thomas Edison para a gravação e reprodução de sons através de um cilindro. Ele foi o primeiro aparelho capaz de gravar e reproduzir sons.

## História

### Antecedentes da invenção de Edison

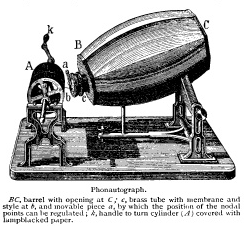
O Fonoautógrafo de Leon Scott

A invenção do fonógrafo por Thomas Edison foi o ponto culminante de uma série de inventos que primeiro tentaram realizar a tarefa de gravar de forma mecânica em algum meio as vibrações sonoras. A grande inovação do fonógrafo encontra-se em sua capacidade de também reproduzir os sons que gravava, abrindo novas possibilidades de utilização comercial do som. O primeiro desses inventos foi o vibroscópio de Thomas Young que foi o primeiro invento a traduzir as vibrações sonoras em uma representação gráfica analógica e já utilizando-se de um cilindro como meio. Posteriormente, Leon Scott inventou o fonoautógrafo que utilizava um sistema próximo àquele que seria utilizado pelo fonógrafo: um cone acústico era utilizado para captar o som e fazer vibrar um diafragma localizado no final do cone; com a vibração do diafragma uma agulha gravava marcas em um cilindro que representavam as ondas sonoras propagando-se no ar. Estes aparelhos, na verdade, preocupavam-se em fazer representações gráficas das ondas sonoras, de modo a possibilitar estudos de acústica, e não pretendiam permitir a reprodução do som gravado para qualquer fim, comercial ou não.
É apenas com a descrição do parleofone por Charles Cros que a preocupação com a gravação e a reprodução do som gravado, em um mesmo aparelho, toma forma. Entretanto, Cros nunca chegou a construir sua invenção e acabou sendo suplantado pelas notícias da invenção do aparelho de Edison.

### Invenção e início da comercialização

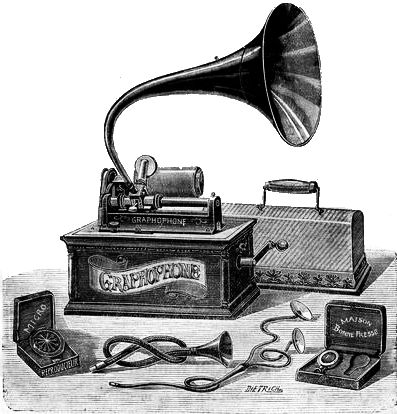
Um modelo mais recente Columbia Graphophone de 1901

O fonógrafo foi anunciado por Edison em 21 de novembro de 1877 e teve a sua primeira demonstração pública em 29 de novembro do mesmo ano. O aparelho consistia em um cilindro com sulcos coberto por uma folha de estanho. Uma ponta aguda era pressionada contra este cilindro e, conectados à ponta oposta, ficavam um diafragma (uma membrana circular, cujas vibrações convertiam sons em impulsos mecânicos e vice-versa) acoplado a um grande bocal em forma de cone. O cilindro era girado manualmente e, conforme o operador ia falando no bocal, a voz fazia o diafragma vibrar, o que fazia a ponta aguda criar um sulco análogo na superfície do cilindro. Quando a gravação estava completa, a ponta era substituída por uma agulha e o cilindro era girado no sentido contrário: a máquina desta vez reproduzia as palavras gravadas e o cone amplificava o som.
O aparelho foi patenteado em 19 de fevereiro de 1878 mas encontrou dificuldades iniciais para a comercialização: o aparelho provocou pouco interesse da parte de músicos e editores e Edison mesmo relutava na utilização do invento para o entretenimento, dando prioridade à lâmpada incandescente. É apenas quando Charles Tainter e Alexander Graham Bell, em 1886, aperfeiçoam o invento criando o cilindro removível (até então o meio da gravação era fixo ao aparelho) e mudando sua composição para papelão coberto com cera que Edison resolve voltar a trabalhar no invento criando um cilindro feito inteiramente à base de cera (resolvendo o problema da fragilidade do cilindro que rachava devido à dilatação diferente dos materiais em resposta ao calor), mas violando a patente de Bell. Duas empresas distintas foram formadas para explorar o cilindro e, no final da década, a comercialização dos aparelhos (o fonógrafo de Edison e o grafofone de Bell) e de cilindros virgens e gravados com música ou palavra falada já dava lucros significativos nos Estados Unidos.
O mercado cresce cada vez mais com o impulso de outras tecnologias, como a invenção do método pantográfico de gravação, no final do século XIX, ou a dos cilindros moldados, no início do século XX por Edison, que possibilitaram a gravação vários cilindros ao mesmo tempo (o processo anteriormente era feito com a gravação artesanal, cilindro por cilindro).

### Concorrência com o gramofone e declínio
Desde o embate com Bell e a fundação das duas empresas (a de Edison e a de Bell), além da concorrência de mais empresas no mercado de cilindros e tocadores de cilindros, desde 1895, com a invenção do gramofone por Berliner, existia a concorrência de outro formato, os discos de goma-laca. Entretanto, Edison recusava-se a gravar discos ou a produzir tocadores. Com o passar do tempo, o mercado de cilindros foi diminuindo e o de discos aumentando. Não que o disco fosse um meio mais "fiel" ou com melhor "qualidade" que o cilindro. O que ocorreu é que o disco suplantava dificuldades técnicas da reprodutibilidade das gravações e dificuldades do cilindro como produto. Por um lado, o disco possibilitava a prensagem como técnica de reprodução em massa, tornando-a de semiartesanal com os cilindros para uma produção em escala industrial. Por outro lado, o cilindro não permitia selos fonográficos, não tinha espaço para capas e dois cilindros com a mesma música do mesmo artista não eram exatamente iguais, já que sua reprodução exigia várias gravações por parte dos artistas (era limitado o número de cópias que podiam ser feitas a partir de um cilindro).
Assim, em 1912, a gravadora de Edison, a Edison Records, passa a comercializar discos e aparelhos que tocavam esses discos. Entretanto, os discos de Edison eram diferentes e apenas o seu fonógrafo adaptado poderia tocá-los. Entre as principais diferenças estão a sua espessura (de quase 4 cm), a diferença de velocidade da rotação (evoluía a 80 rpm) e o fato da agulha ter movimento vertical como a agulha que lia os cilindros (os discos das outras companhias eram lidos de forma horizontal, já que as informações eram gravadas nas laterais dos sulcos e não no fundo). Com isso, as vendas da gravadora despencam cada vez mais, enquanto o gramofone e o disco de 78 rpm tornam-se o padrão do mercado mundial. O golpe final vem com a invenção das gravações elétricas em 1925, às quais Edison não adere até junho de 1927, quando já era tarde demais e a grande depressão provoca a falência de sua companhia em outubro de 1929.

## Impactos da introdução do aparelho no Brasil

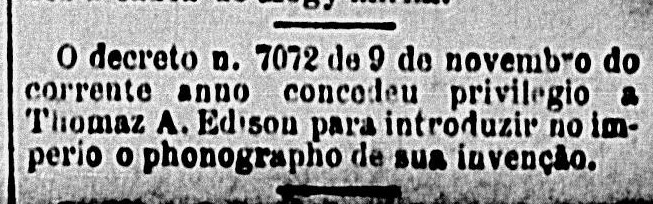
Extrato de jornal da época anunciando a lei que privilegia Thomas Edison para reproduzir o Fonógrafo no Brasil.

Existe divergência na bibliografia especializada quanto à primeira apresentação do fonógrafo no Brasil. Tinhorão escreve que ela se deu em 1879, na cidade de Porto Alegre, por um homem chamado Eduardo Perris, representante de Edison. Já segundo Franceschi, ela aconteceu em 1878, no Rio de Janeiro, no Edifício da Escola da Freguesia da Glória, para fins pedagógicos. Segundo Piccino, ela foi feita em 1878 por uma pessoa chamada F. Rodde, que realizava demonstrações na loja "Ao Grande Mágico", na Rua do Ouvidor. Já a primeira gravação de fonógrafo realizada no Brasil foi feita pela família imperial brasileira. Foram gravados depoimentos do imperador e membros da corte, assim como a voz do príncipe D. Augusto, primeiro brasileiro a ter a voz gravada cantando. Com isso, foi publicado decreto garantindo a Edison o privilégio de introduzir o fonógrafo no Brasil que, no entanto, não vinga.

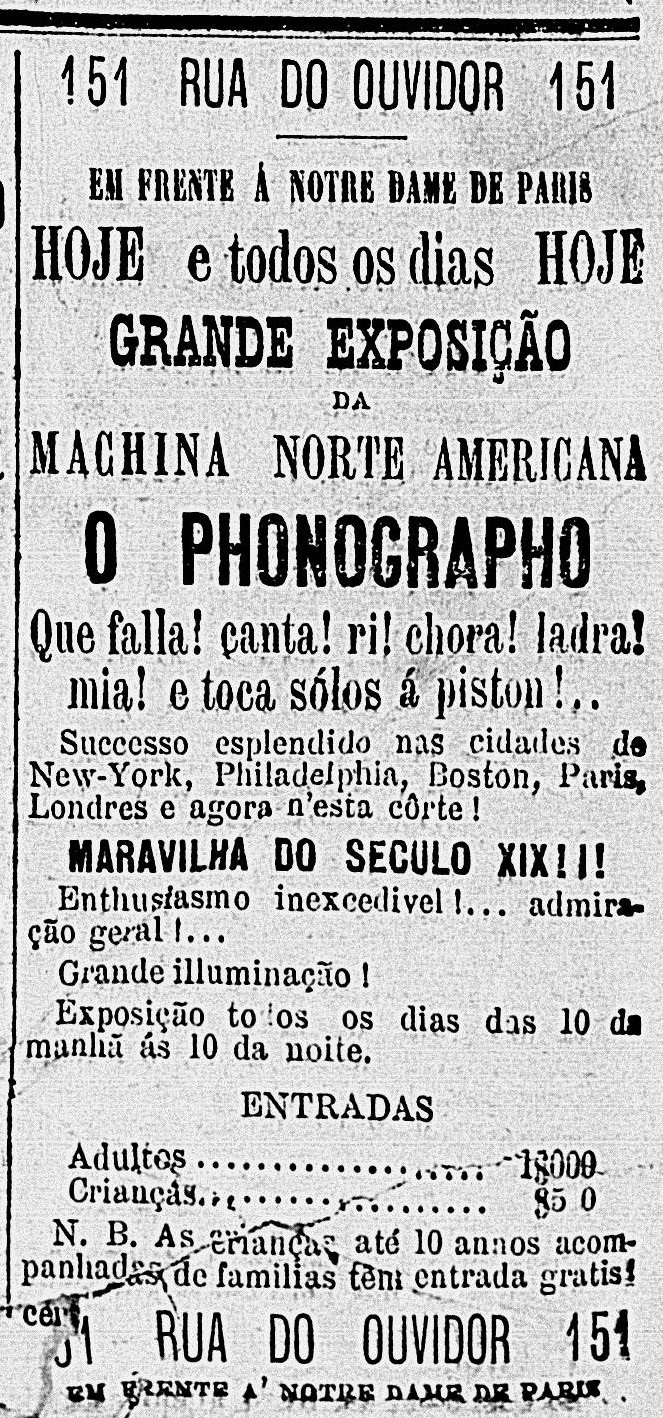
Anúncio de uma exposição de fonógrafos em 1879 no Rio de Janeiro.

Só anos depois, obra do espírito empreendedor de brasileiros e portugueses o fonógrafo seria introduzido no comércio brasileiro. Frederico Figner toma contato com o fonógrafo em 1889 e, em sociedade com seu cunhado, grava vários fonogramas com a intenção de exibir em países latino-americanos, viajando para Cuba e outros países. No Brasil, ele passa por Belém, Manaus, Fortaleza, Natal, João Pessoa, Recife e Salvador antes de fixar-se no Rio de Janeiro, em 1892. Em 1897, passa a gravar cilindros para venda com a única concorrência da Casa ao Bogary, fundada em 1895 por dois portugueses. Em 1900, funda a Casa Edison e desenvolve grande negócio de gravações de cilindros, além da compra de cilindros usados para serem raspados e reutilizados, negócio também da sua concorrente. A gravação de cilindros é grande até 1913, quando é fundada fábrica de prensagem de discos da Odeon, no Rio de Janeiro, que passa a abastecer com discos a Casa Edison e provoca o início do fim da comercialização de cilindros e de fonógrafos no Brasil. Esta parceria duraria até 1926, com o início das gravações elétricas e a decisão da Odeon de abrir filial no Brasil.